# 愛しきソナ
『愛しきソナ』は2011年に公開されたドキュメンタリー映画。監督はヤン・ヨンヒ。

## 概要
帰国事業によって1970年代に北朝鮮に移り住んだヤン監督の3人の兄とその子どもたち、特に姪のソナにフォーカスを合わせたドキュメンタリー作品。近くて遠い二つの国をつなぐ強い絆と深い愛をめぐる、可笑しくも切ない家族の物語。ヤン監督の第2作。